# 布倫塔河

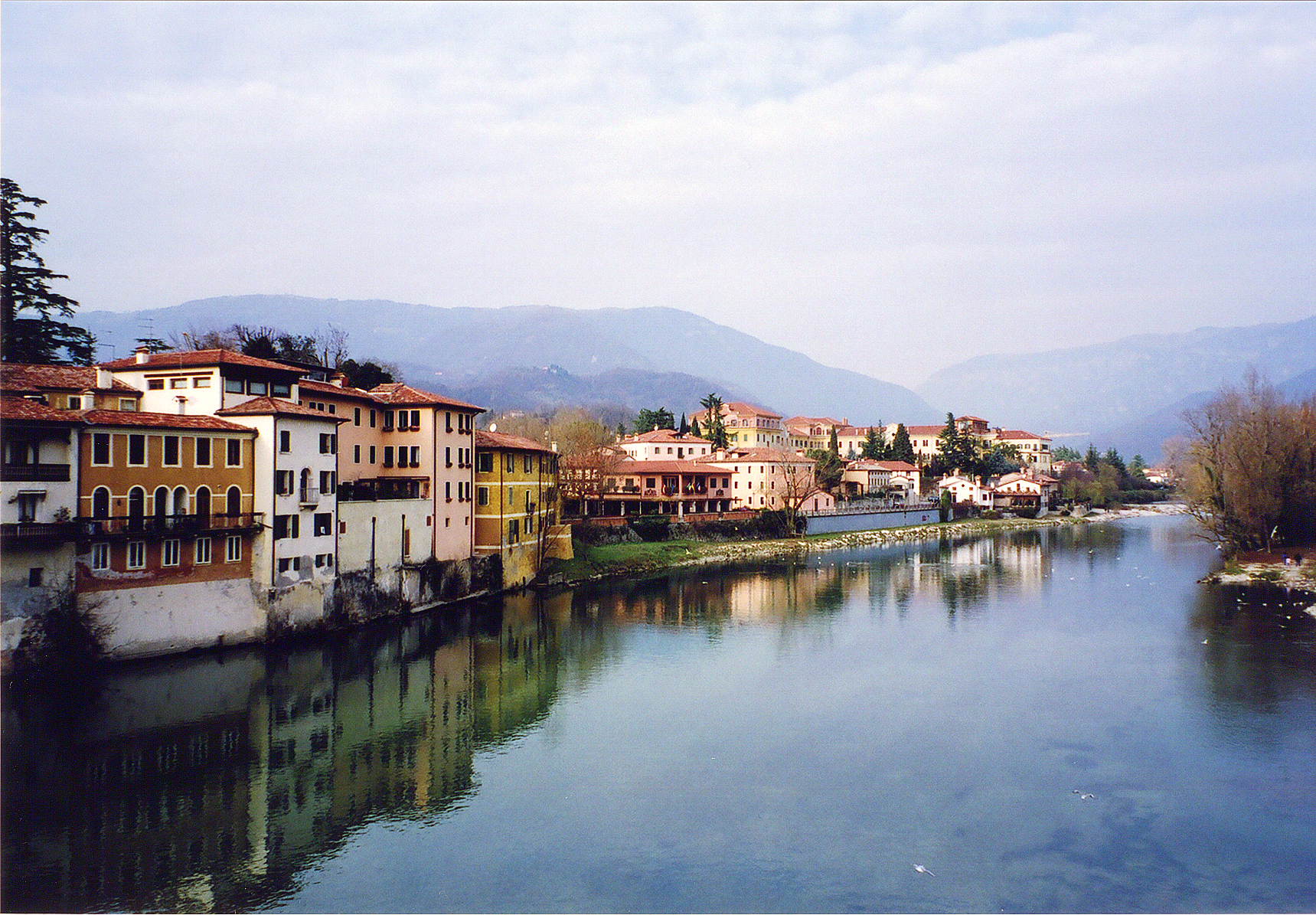

布倫塔河（義大利語：Brenta）是意大利的河流，位於該國北部，河道全長174公里，流域面積5,840平方公里，平均流量每秒93立方米，發源自特倫托東南面，最終注入亞得里亞海。
45°11′N 12°19′E / 45.183°N 12.317°E

## 外部連結
- Website of Brenta water authority （页面存档备份，存于）
- Bassano network of sluices and tributaries connected to Brenta river